# Psylocke
Psylocke (Elisabeth "Betsy" Braddock, soms Elizabeth) is een fictieve superheldin uit de strips van Marvel Comics, die vooral samenwerkt met Captain Britain en de X-Men. Psylocke is een mutant met telekinetische krachten. Verder is ze een ervaren vechter. Vroeger beschikte ze ook over telepathie.
Psylocke werd bedacht door Chris Claremont en Herb Trimpe. Ze verscheen voor het eerst in Captain Britain #8 (december 1976), een strip die toen alleen in het Verenigd Koninkrijk werd uitgegeven. Ze was oorspronkelijk bedoeld als bijpersonage voor haar broer Captain Britain. In deel #213 van Uncanny X-Men, sloot ze zich bij de X-Men aan. Na te zijn ontvoerd door de Hand-groep werd haar geest overgeplaatst in het lichaam van de huurmoordenaar Revanche.
Psylocke is een van de weinige Marvel-superhelden van wie de verjaardag bekend is. In een deel van de originele Captain Britain strip werd onthuld dat ze geboren is in de vroege uren van 23 april. Haar oorspronkelijke geboortejaar was 1956, maar gezien de telkens opschuivende tijdlijn in de Marvel-strips is dit later veranderd.

## Biografie
Elisabeth "Betsy" Braddock werd geboren en opgevoed in Engeland, in de stad Maldon, Essex. Ze was de tweelingzus van Brian Braddock, beter bekend als de superheld Captain Britain. Toen haar krachten zich ontwikkelden, werkte ze een tijdje voor S.T.R.I.K.E. (de Britse versie van S.H.I.E.L.D.). Een van haar missies was te infiltreren bij de Hellfire Club, maar Tessa dwong haar te missie op te geven. Daarna nam ze een tijdje haar broers taken als Captain Britain over.
Ze werd ontvoerd door de alien Mojo, die haar implanteerde met bionische ogen en de naam "Psylocke" gaf. Na te zijn gered door de New Mutants, het juniorteam van de X-Men, besloot ze bij de X-Men te blijven en haar krachten beter te leren gebruiken. Ze bewees zichzelf toen Sabretooth de school binnendrong, en ze hem eigenhandig tegenhield. Hiermee kreeg ze officieel een plaats binnen de X-Men. Toen Storm om leek te komen tijdens een gevecht met het wezen genaamd Nanny, nam Psylocke tijdelijk de leiding over het team op zich.
Na door een dimensionale poort genaamd de Siege Perilous te zijn gegaan, werd Psylocke gevonden door de Hand, een clan ninja’s. Hun leider, Matsu'o Tsurayaba, liet de gedachten van zijn zwaargewonde geliefde Kwannon overbrengen op Psylocke’s lichaam, en vice versa. Dit vermengde echter ook de herinneringen, krachten en vaardigheden van de twee. Psylocke stond in haar nieuwe lichaam een tijdje bekend als Lady Mandarin, en verkreeg de gevechtsvaardigheden van een ninja. Ze kon ook haar telepathische krachten vormen tot een soort “psychisch mes”, dat zichtbaar werd als een dolk van energie. Ze ontsnapte aan de Hand met Wolverine en Jubilee.
Toen het X-Men-team werd opgesplitst kwam Psylocke in Cyclops’ team terecht. Ze leerde van Storm haar krachten nog beter te beheersen, en kreeg een relatie met Archangel. Tijdens een tweede confrontatie met Sabretooth raakte ze dusdanig gewond dat ze genezen moest worden door een magisch drankje van de Crimson Dawn, gehaald door Archangel, Wolverine en Dr. Strange. Dit had als bijeffect dat ze een gave verkreeg om te teleporteren via schaduwen en haar persoonlijkheid veranderde.
Psylocke bevocht later de sterke telepaat Shadow King. Het gevecht liet alle telepaten in de wereld tijdelijk hun krachten verliezen en maakte dat Psylocke zelf permanent haar telepathische krachten verloor. Tevens vernietigde Shadow King Psylocke’s fysieke vorm, maar dankzij de Crimson Dawn overleefde ze en kwam ze weer uit de schaduwen tevoorschijn met nieuwe krachten.
Psylocke stierf tijdens de eerste missie van Storm’s X-Treme X-Men team. Echter, in Uncanny X-Men #455, keerde ze terug uit de dood. De krachten die ze dankzij de Crimson Dawn had gekregen waren verdwenen, maar haar telekinetische krachten waren enorm toegenomen. Medische testen uitgevoerd door Beast bewezen dat ze inderdaad de echte Psylocke was. In de verhaallijn The First Foursaken werd onthuld dat een jaar na Psylocke’s dood, haar oudste broer Jamie Braddock haar weer tot leven had gebracht. Jamie, een mutant met de gave om de realiteit te beïnvloeden, maakte haar op deze manier tevens immuun voor realiteitsveranderingen door anderen. Deze stappen waren noodzakelijk om van Psylocke een wapen te maken tegen de "Foursaken," een nieuwe vijand.
Na de gebeurtenissen uit House of M behield Psylocke haar krachten. Ze bezocht haar broers New Excalibur team. Ondertussen wist Shadow King in het lichaam van een Professor X te ontsnappen  uit een andere realiteit. Psylocke wist hem te verslaan. Op het moment dat ze hem de genadeklap gaf met haar psyschische katana, verdween ze in een lichtflits.

## Krachten en vaardigheden
Psylocke was oorspronkelijk een krachtige telepaat met dezelfde krachten als andere telepaten, zoals Professor X, Jean Grey, Rachel Summers en Emma Frost. Ze kon gedachten lezen en beïnvloeden, mentale illusies opwekken en psi-bolts creëren om anderen mentaal te verlammen of verwonden. Als ze haar krachten gebruikte, verscheen er altijd een aura in de vorm van een vlinder rondom haar gezicht. De exacte oorzaak hiervan is niet bekend. Psylocke kon tevens een gefocuste straal van telepathische energie genaamd de 'psycho-blast' te creëren. Deze stralen waren sterk genoeg om zelfs Juggernaut door zijn helm heen te verwonden. In haar originele lichaam kreeg Psylocke van Mojo bionische ogen, die zich konden aanpassen aan elke lichtintensiteit.
Na van lichaam te hebben gewisseld met Kwannon, kreeg Psylocke grote gevechtsvaardigheden. Ze kon nu ook een soort mes van psychische energie oproepen als wapen. Na haar blootstelling aan de Crimson Dawn kreeg ze de gave om te teleporteren via schaduwen. Ze verloor deze krachten na te zijn herrezen uit de dood.
Om Shadow King gevangen te houden op het astrale niveau moest Psylocke haar telepathische krachten opofferen. Dankzij Jean Grey verkreeg ze echter sterke telekinetische krachten. In plaats van een mes, was ze nu in staat een psychische katana op te roepen gemaakt van ruwe psionische energie. Haar controle over dit zwaard en de effecten ervan is dermate groot, dat ze het pantser van een vijand kapot kan snijden maar de vijand zelf slechts verdoven. Verder kan Psylocke met haar telekinese haar snelheid, kracht en gevechtsvaardigheden vergroten tot bovenmenselijk niveau. Na haar herrijzenis werden deze krachten nog verder versterkt door haar broers’s realiteit manipulatie.
Als bijwerking van haar herrijzenis is Psylocke immuun geworden voor alle vormen van psionische manipulatie. Zelfs telepathisch communiceren met anderen wordt door deze immuniteit geblokkeerd.
Naast al haar krachten is Psylocke ook een meester in gevechtssporten. Welke gevechtssporten ze precies beoefend zijn niet bekend, maar aangezien ze deze vaardigheden dankt aan de ninja clan Hand kan worden aangenomen dat ze vooral bedreven is in Ninjutsu technieken zoals Taijutsu en Ninjaken. Dankzij haar telepathische krachten (toen ze die nog had) kon ze haar tegenstander’s bewegingen “lezen” nog voordat ze die gemaakt hadden. Haar telekinese versterkt haar kracht.

## Ultimate Psylocke
De Ultimate Marvel versie van Psylocke werd geïntroduceerd tijdens de “World Tour” verhaallijn van Ultimate X-Men. Agent Betsy Braddock was hier een colonel van de Britse geheime dienst. Ze is een telepaat, en volgens eigen oordeel de sterkste telepaat in Engeland.
Ze werd gestuurd om Xavier te helpen zijn zoon David (in de standaard strips bekend als Proteus) op te sporen. Tijdens het onderzoek werd Betsy bezeten door David die haar wilde gebruiken om onschuldigen te doden. Ze wist zijn controle over haar lang genoeg te weerstaan voor Colossus om haar de doden. Haar bewustzijn overleefde echter en ging over op het in coma verkerende lichaam van een Aziatische vrouw genaamd Kwannon. Momenteel is ze bezig S.T.R.I.K.E. op te bouwen.
Net als in de standaard strips is ze de tweelingzus van Brian Braddock, die in de Ultimate strips een lid is van het Europese verdedigingsinitiatief (de Europese versie van de Ultimates, de Avengers van Ultimate Marvel).

## Psylocke in andere media

### Computerspellen
Psylocke verscheen in een aantal X-Men videospellen en computerspellen, te beginnen met X-Men 2: Fall of the Mutants. Ze verscheen verder in X-Men: Children of the Atom, Marvel Super Heroes, X-Men vs. Street Fighter, Marvel vs. Capcom 2, X-Men: Mutant Academy 2. Ze verscheen zowel als bespeelbaar en als niet bespeelbaar personage in deze spellen. Meestal staat ze aan de kant van de X-Men, maar in Marvel: Ultimate Alliance was ze een vijand.

### Televisie
Psylocke verscheen in het vierde seizoen van de X-Men animatieserie. In aflevering 51 getiteld "The Promise of Apocalypse" (Beyond Good and Evil, Part 2), en in aflevering 53, getiteld "End and Beginning" (Beyond Good and Evil, Part 4).

### Film
- In de boekversie van X2 had Psylocke een cameo als een van de mutanten die worden getroffen door William Stryker’s Dark Cerebro. Ze is op dat moment in Vaticaanstad, en probeert wanneer Cerebro door Magneto op mensen wordt gericht mentaal uit te vinden wat er gaande is.

- Psylocke verscheen in de film X-Men: The Last Stand, gespeeld door actrice Meiling Melançon. In de film vecht ze tegen de X-Men als lid van Magneto’s Brotherhood of Mutants. In de film heeft ze de kracht om in een schaduw te veranderen en psi-blades te creëren. Dit werd bekendgemaakt in een interview met Wizard magazine. Ze werd gedood (in beeld) door Phoenix’ desintegratiegolf, samen met Arclight en Quill. De boekversie van de film vermeld echter niet wat er met Psylocke, Quill en Arclight gebeurt. Ze worden in het boek niet meer genoemd na hun mislukte aanslag op Angel’s vader. 
 Volgens scriptschrijver Zak Penn werd het karakter gespeeld door Melançon in het script niet Psylocke genoemd.

- Psylocke verscheen in de film X-Men: Apocalypse uit 2016, gespeeld door Olivia Munn.

### Marvel Cinematic Universe
In de derde Deadpool film Deadpool & Wolverine uit 2024 verschijnt Psylocke in de Void van het Marvel Cinematic Universe, gespeeld door Ayesha Hussain. Hierin werkt ze voor Cassandra Nova.